# AronChupa
Арон Мікель Екберг (швед. Aron Michael Ekberg; нар. 30 березня 1991 року, Бурос, Швеція), відомий під сценічним псевдонімом AronChupa — шведський музикант, ді-джей, музичний продюсер, футболіст, власник власної звукозаписної компанії Aron Ekberg, а також учасник шведської хіп-хоп групи Albatraoz, заснованої в 2012 році.
Став відомий в 2014 році завдяки своїй композиції «I'm an Albatraoz», яка очолила шведський і датський хіт-паради, а також увійшла в багатьох європейських країнах в топ-10 національних чартів.

## Кар'єра

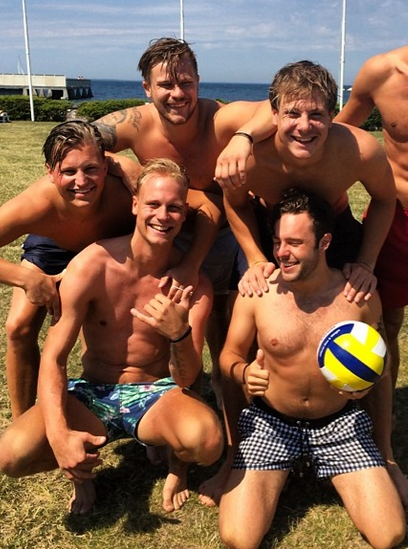
AronChupa (внизу, праворуч) разом з учасниками групи Albatraoz

Екберг вчився в Академії мистецтв Сан-Франциско приблизно в 2011—2013 роках і грав у футбольній команді академії. Арон розпочав свою професійну музичну кар'єру в шведському електро-хаус, хіп-хоп-гурті «Albatraoz», заснованому ним у 2012 році разом із чотирма своїми найкращими друзями. 2 серпня 2013 року вийшов їхній дебютний сингл під назвою «Albatraoz» та незабаром після випуску першого синглу вони підписали контракт із Sony Music. У січні 2014 року пісня досягла 8,5 мільйонів прослуховувань на Spotify, і гурт здійснив гастролі з метою просування пісні. Гурт виступив з кількома синглами: окрім «Albatraoz» також були представлені «Arriba» та «Wunderbar», під час гастролей по Скандинавії у 2013—2017 роках. Гурт розпався в 2017 році.
20 березня 2014 року Екберг випустив дебютний сольний сингл «I'm Albatraoz» із молодшою сестрою Норою Екберг, більш відомою як Little Sis Nora. Після певного успіху Екберг також підписав свій сольний контракт з Sony Music. Пісня посіла перше місце у чартах Швеції та Данії та потрапила у топ-10 найкращих пісень у Німеччині, Австрії, Норвегії, Фінляндії, Австралії та Нідерландах. Музичний кліп на пісню «I'm an Albatraoz» має понад 1,1 мільярда переглядів на Youtube.
Його другий сингл вийшов 20 листопада 2015 року під назвою «Fired Cuz I Was Late» і досяг 100-го місця в чарті Швеції
26 лютого 2016 року Екберг випустив свій третій сингл «Little Swing», разом з Little Sis Nora. Пісня також поширювалась у Великій Британії завдяки рекламній компанії Vodafone UK у якій використовували цю пісню.
17 липня 2020 року Екберг випустив пісню «The Woodchuck Song». Вона досягла 12-го місця в рейтингу Spotify «Sweden Viral 50».

## Дискографія
| Назва                                               | Рік  | Альбом |
| --------------------------------------------------- | ---- | ------ |
| «I'm an Albatraoz»                                  | 2014 | Сингл  |
| «Fired Cuz I Was Late»                              | 2015 | Сингл  |
| «Little Swing» (разом з Little Sis Nora)            | 2016 | Сингл  |
| «She Wants Me Dead» (разом з Cazzette та The High)  | 2016 | Сингл  |
| «Bad Water» (разом з J & The People)                | 2016 | Сингл  |
| «Llama in My Living Room» (разом з Little Sis Nora) | 2017 | Сингл  |
| «Rave in the Grave» (разом з Little Sis Nora)       | 2018 | Сингл  |
| «Hole in the Roof» (разом з Little Sis Nora)        | 2019 | Сингл  |
| «Thai Massage» (разом з Little Sis Nora)            | 2020 | Сингл  |
| «First Class Jazz»                                  | 2020 | Сингл  |
| «The Woodchuck Song» (разом з Little Sis Nora)      | 2020 | Сингл  |
| «What Was in That Glass» (разом з Little Sis Nora)  | 2020 | Сингл  |
| «Trombone» (разом з Little Sis Nora)                | 2021 | Сингл  |